# Assetou Bamba
Pour les articles homonymes, voir Bamba.
Assetou Bamba (née le 1er décembre 1980) est une sprinteuse ivoirienne spécialisée dans le 100 mètres.

## Carrière
Son meilleur classement est une quatrième place au relais du 4 × 100 mètres aux Jeux africains de 2003.
Le 13 juin 2004, lors des championnats de Côte d'Ivoire d'athlétisme à Marcory, elle devient championne de Côte d'Ivoire du 100 mètres.
Elle court aussi aux épreuves individuelles des Jeux africains de 2003, des Championnats d'Afrique de 2004 (100 m et 200 m), et aux Jeux de la Francophonie de 2005, mais ne s'y qualifie pas pour la finale.
Son record personnel au 100 mètres est de 12,12 secondes : elle l'atteint en 2004 lors des Championnats d'Afrique.
Elle arrête la compétition en 2005.